# Euselasia opimia
Euselasia opimia is een vlindersoort uit de familie van de prachtvlinders (Riodinidae), onderfamilie Euselasiinae.
Euselasia opimia werd in 1919 beschreven door Stichel.